# وليد الضاعن
وليد الضاعن (2 فبراير 1968) ممثل ومؤلف مسرحي كويتي بدأ مسيرته الفنية عام 1998 من خلال مسرحية النوخذة الصغير.

## روابط خارجية
- وليد الضاعن على موقع قاعدة بيانات الأفلام العربية